# (73553) 2003 QH30
2003 كيو إتش 30 (ويعرف أيضًا باسم (73553) 2003 كيو إتش 30 وفق تسمية الكوكب الصغير) (بالإنجليزية: 2003 QH30)‏ هو كويكب ضمن حزام الكويكبات؛ وترتيبه 73553 من حيث الاكتشاف.
اكتُشف هذا الجُرم الفلكي بواسطة جون بروفتون في 22 أغسطس 2003.

## وصلات خارجية
- (73553) 2003 QH30 في قاعدة بيانات مختبر الدفع النفاث لأجرام النظام الشمسي الصغيرة

- الاكتشاف · مخطط المدار ·  العناصر المدارية · المعلمات المادية

- (73553) 2003 QH30 على موقع ويكي سكاي: DSS2, SDSS, GALEX, IRAS, Hydrogen α, X-Ray, Astrophoto, Sky Map, Articles and images